# 1. oklepni korpus (Kopenska vojska ZDA)
Za druge 1. korpuse glejte 1. korpus.
1. oklepni korpus (izvirno angleško I Armored Corps) je bil oklepni korpus Kopenske vojske Združenih držav Amerike.

## Zgodovina
10. julija 1943 je bil korpus preoblikovan v 7. armado.

## Organizacija
- 3. pehotna divizija
- 9. pehotna divizija
- 2. oklepna divizija

## Poveljstvo
- generalmajor Adna R. Chaffee mlajši: 15. julij 1940–november 1940
- generalmajor Charles L. Scott: november 1940–15. januar 1942
- generalmajor George S. Patton: 15. januar 1942–4. marec 1943
- generalporočnik George S. Patton: 15. april 1943–10. julij 1943